# José Gervasio Artigas
José Gervasio Artigas (ur. 19 czerwca 1764, zm. 23 września 1850 w Ibiray, przedmieściu Asunción) – urugwajski bohater narodowy. 

## Działalność
Przywódca powstania antyhiszpańskiego z lat 1808–1811, a następnie (do 1820) uczestnik walk z Argentyną i Brazylią o niepodległość Urugwaju. Po porażkach wyemigrował z ojczyzny i zmarł na wygnaniu.

## Upamiętnienie
Jego wizerunek umieszczony był na licznych urugwajskich monetach obiegowych w tym na:
- srebrnej monecie o nominale 50 centésimo bitej w latach 1916-1917[3];
- srebrnej monecie o nominale 1 peso wyemitowanej w 1917 roku[4];
- srebrnej monecie o nominale 20 centésimo wyemitowanej w 1920 roku[5];
- srebrnej monecie o nominale 1 peso wyemitowanej w 1942 roku[6];
- srebrnej monecie o nominale 50 centésimo wyemitowanej w 1943 roku[7];
- monecie o nominale 1 centésimo wyemitowanej w 1953 roku[8];
- monetach o nominale 2 centésimo bitych w 1953 i 1960 roku[9][10];
- monetach o nominale 5 centésimo bitych w 1953 i 1960 roku[11][12];
- monecie o nominale 25 centésimo wyemitowanej w 1960 roku[13];
- monetach o nominale 50 centésimo bitych w 1960 i 1965 roku[14][15];
- monetach o nominale 1 peso bitych w latach 1960, 1965 i 1968[16][17][18];
- monetach o nominale 5 peso bitych w 1965 i 1968 roku[19][20];
- monetach o nominale 10 peso bitych w 1965 i 1968 roku[21][22];
- monecie o nominale 100 peso wyemitowanej w 1973 roku[23];
- monecie o nominale 1 nowego peso bitej w latach 1976-1978[24];
- monecie o nominale 10 nowych peso wyemitowanej w 1981 roku[25];
- monecie o nominale 500 nowych peso wyemitowanej w 1989 roku[26];
- monecie o nominale 10 centésimo wyemitowanej w 1994 roku[27];
- monecie o nominale 20 centésimo wyemitowanej w 1994 roku[28];
- monecie o nominale 50 centésimo bitej w latach 1994-2008[29];
- monetach o nominale 1 peso bitych w latach 1994, 1998, 2005 i 2007 roku[30][31];
- monetach o nominale 2 peso bitych w 1994, 1998 i 2007 roku[32][33];
- monetach o nominale 5 peso bitych w 2003, 2005 i 2008 roku[34][35];
- monecie o nominale 10 peso wyemitowanej w 2000 roku[36].